# کازنگا لوآلوآ
کازنگا لوآلوآ (انگلیسی: Kazenga LuaLua؛ زادهٔ ۱۰ دسامبر ۱۹۹۰) بازیکن فوتبال اهل جمهوری دموکراتیک کنگو است.
از باشگاه‌هایی که در آن بازی کرده‌است می‌توان به باشگاه فوتبال لوتون تاون، باشگاه فوتبال دونکستر راورز، باشگاه فوتبال برایتون اند هوو آلبیون، و باشگاه فوتبال نیوکاسل یونایتد اشاره کرد.